# Volker Schultz (Jurist)
Volker Schultz (* 21. Januar 1972) ist ein deutscher Jurist. Er ist seit dem 2. Januar 2020 Richter am Bundesgerichtshof.

## Leben und Wirken
Schultz war nach Beendigung seiner juristischen Ausbildung als Rechtsanwalt tätig. 2005 trat er in den Justizdienst des Saarlandes ein und war zunächst dem Landgericht Saarbrücken zugewiesen. Von 2007 bis 2008 war er an das Justizministerium des Saarlandes abgeordnet. Während dieser Zeit wurde er 2008 zum Richter am Landgericht ernannt. Von 2008 bis 2011 war Schultz an das Landgericht Lübeck abgeordnet. 2011 erfolgte die Versetzung an das Amtsgericht Eutin. Es folgte bis 2012 eine Abordnung an das Landgericht Lübeck und anschließend bis 2015 als wissenschaftlicher Mitarbeiter an den Bundesgerichtshof. Am Ende dieser Abordnung wurde er 2015 zum Richter am Oberlandesgericht ernannt und bei dem Schleswig-Holsteinischen Oberlandesgericht in Schleswig tätig. Schultz ist promoviert.
Das Präsidium des Bundesgerichtshofs wies Schultz dem vornehmlich für Rechtsstreitigkeiten auf den Gebieten des Zwangsvollstreckungs- und des Insolvenzrechts sowie über Schadensersatzansprüche gegen Rechtsanwälte und steuerliche Berater zuständigen IX. Zivilsenat zu.